# Gulpener Château Neubourg Pilsner
Château Neubourg is een Nederlands pilsbier. Het is een lichtblond bier met een alcoholpercentage van 5,5%.
Het bier wordt gebrouwen in Gulpen door de Gulpener Bierbrouwerij. Nadat Château Neubourg op 27 september 1995 op de markt was gebracht, was het alleen verkrijgbaar op fust. Sinds 1998 is het ook op fles verkrijgbaar: een kenmerkende blauwe fles met in reliëf het logo van Château Neubourg. Eind 2010 kreeg het bier een nieuwe verpakking, maar de blauwe fles bleef.
Gulpener Château Neubourg Pilsner dankt zijn naam aan het renaissancekasteel Neubourg, dat op een steenworp afstand van de Gulpener Bierbrouwerij staat.

## Onderscheidingen
- Op 21 juni 1999 won Château Neubourg de gouden medaille van de Sélection Mondiale de la Qualité in Brussel.
- European Beer Star 2013 - bronzen medaille in de categorie Bohemian-style Pilsner
- In 2015, 2016 en 2017 won het op de Dutch Beer Challenge de gouden medaille in de categorie Blond Pils, waarmee het tot beste pilsner van Nederland werd benoemd.